# Mariano Haro

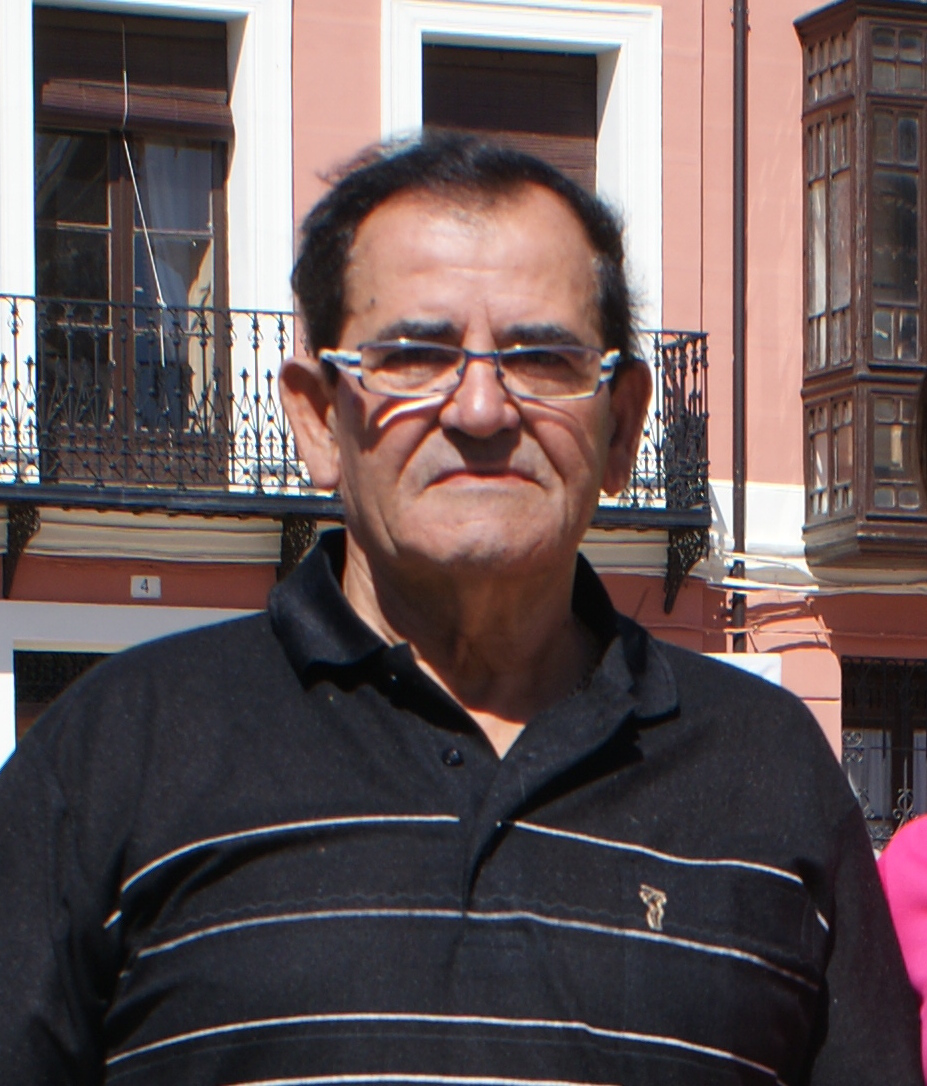
Mariano Haro (2012)

Mariano Haro (Mariano Haro Cisneros; * 27. Mai 1940 in Valladolid; † 26. Juli 2024) war ein spanischer Langstrecken- und Hindernisläufer.

## Sportliche Laufbahn
Fünfmal wurde er nationaler Meister über 5000 Meter (1962, 1964, 1965, 1969, 1970), neunmal über 10.000 Meter (1962, 1964, 1965, 1969–1971, 1973–1975), elfmal im Crosslauf (1962, 1963, 1968, 1969, 1971–1977) und je einmal über 3000 Meter Hindernis (1967) und im 30-km-Straßenlauf (1975).
1963 gewann er Bronze beim Cross der Nationen. Über 3000 Meter Hindernis holte er Bronze bei den Mittelmeerspielen 1967. Bei den Olympischen Spielen 1968 in Mexiko-Stadt wurde er in dieser Disziplin im Vorlauf disqualifiziert.
1971 wurde er über 10.000 Meter Fünfter bei den Leichtathletik-Europameisterschaften in Helsinki und gewann Silber bei den Mittelmeerspielen über 10.000 Meter. Ebenfalls Silber errang er im Jahr darauf, als der Cross der Nationen zum letzten Mal ausgetragen wurde. Bei den Olympischen Spielen in München wurde er Vierter.
1973 wurde er bei den Crosslauf-Weltmeisterschaften in Waregem Zweiter hinter dem Finnen Pekka Päivärinta – nur um eine Zehntelsekunde geschlagen. Am Jahresende gewann er zum zweiten Mal nach 1966 die San Silvestre Vallecana.
1974 gewann er bei den Crosslauf-Weltmeisterschaften in Monza, erneut Silber.
Diesmal lief er knapp eine Sekunde hinter Erik De Beck ins Ziel. Bei den Europameisterschaften in Rom wurde er Achter über 10.000 Meter.
Eine weitere Silbermedaille errang er bei den Crosslauf-Weltmeisterschaften 1975 in Rabat, wo ihn ebenfalls nur eine Sekunde vom Sieger Ian Stewart trennte. Bei seinen dritten Olympischen Spielen wurde er 1976 in Montreal Sechster über 10.000 Meter.
Mariano Haro war 1,70 m groß und wog zu seiner aktiven Zeit 60 kg. Er wuchs in Becerril de Campos (Provinz Palencia) auf und wurde deshalb auch El león de Becerril („der Löwe von Becerril“) genannt.

## Persönliche Bestleistungen
- 3000 m: 7:51,6 min, 3. August 1972, Oslo (ehemaliger spanischer Rekord)
- 5000 m: 13:26,03 min, 14. Juli 1972, London (ehemaliger spanischer Rekord)
- 10.000 m: 27:48,14 min, 3. September 1972, München (ehemaliger spanischer Rekord)
- 20.000 m: 58:37,8 min, 9. August 1975, Donostia-San Sebastián (Zwischenzeit, spanischer Rekord)
- 1 Stunde: 20.493 m, 9. August 1975, Donostia-San Sebastián (spanischer Rekord)
- 30-km-Straßenlauf: 1:35:25 h, 13. April 1975, Aranda de Duero
- 3000 m Hindernis: 8:37,2 min, 17. August 1968, A Coruña